# ۸۶۸ (میلادی)
۸۶۸ (میلادی) هشتصد و شصت و هشتمین سال تقویم میلادی است.

## رویدادها
- فتح مالت به دست اغلبیان

## زادگان
- حجت بن حسن، دوازدهمین امام شیعیان

## درگذشتگان
- امام هادی
- جاحظ، ادیب، مورخ و نویسندهٔ عرب

‎